# Riewol Bunin
Riewol Samuiłowicz Bunin (ros. Револь Самуилович Бунин; ur. 6 kwietnia 1924 w Moskwie, zm. 3 czerwca 1976, tamże) – radziecki kompozytor i pedagog.
Absolwent Konserwatorium Moskiewskiego. Pochowany na Cmentarzu Wwiedieńskim w Moskwie.

## Wybrana muzyka filmowa
- 1961: Trzy pingwiny